# Goldston (Caroline du Nord)
Goldston est une ville américaine située dans le comté de Chatham en Caroline du Nord. En 2010, sa population était de 268 habitants.

## Démographie
| 1910 | 1920 | 1930 | 1940 | 1950 | 1960 |
| ---- | ---- | ---- | ---- | ---- | ---- |
| 240  | 289  | 312  | 416  | 372  | 374  |

| 1970 | 1980 | 1990 | 2000 | 2010 | - |
| ---- | ---- | ---- | ---- | ---- | - |
| 364  | 353  | 299  | 319  | 268  | - |

## Source de la traduction
- (en) Cet article est partiellement ou en totalité issu de l’article de Wikipédia en anglais intitulé « Goldston, North Carolina » (voir la liste des auteurs).